# Крук (округ, Вайоминг)
Округ Крук (англ. Crook County) — округ, расположенный в штате Вайоминг (США) с населением в 5887 человек по статистическим данным переписи 2000 года. К 2005 году население округа выросло до 6182 человек.
Столица округа находится в городе Санданс.

## История
Округ Крук был сформирован в 1875 году и получил своё название в честь бригадного генерала периода Индейских войн Джорджа Крука.

## География
По данным Бюро переписи населения США округ Крук имеет общую площадь в 7436 квадратных километров, из которых 7407 кв. километров занимает земля и 31 кв. километр — вода. Площадь водных ресурсов округа составляет 0,42 % от всей его площади.
На территории округа находится природный монумент Чёртова Башня

### Соседние округа
- Картер (Монтана) — север
- Лоренс (Южная Дакота) — восток
- Бьютт (Южная Дакота) — восток
- Уэстон — юг
- Кэмпбелл — запад
- Паудер-Ривер (Монтана) — северо-запад

### Национальные охраняемые территории
- Национальный парк Блэк-Хилс (часть)
- Национальный природный монумент Чертова Башня
- Национальный заповедник Тандер-Бейсин (часть)

## Демография
По данным переписи населения 2000 года в округе Крук проживало 5887 человек, 1645 семей, насчитывалось 2308 домашних хозяйств и 2935 жилых домов. Средняя плотность населения составляла 1 человек на один квадратный километр. Расовый состав округа по данным переписи распределился следующим образом: 97,86 % белых, 0,05 % чёрных или афроамериканцев, 1,02 % коренных американцев, 0,07 % азиатов, 0,75 % смешанных рас, 0,25 % — других народностей. Испано- и латиноамериканцы составили 0,92 % от всех жителей округа.
Из 2308 домашних хозяйств в 32,30 % — воспитывали детей в возрасте до 18 лет, 62,30 % представляли собой совместно проживающие супружеские пары, в 5,40 % семей женщины проживали без мужей, 28,70 % не имели семей. 24,90 % от общего числа семей на момент переписи жили самостоятельно, при этом 10,30 % составили одинокие пожилые люди в возрасте 65 лет и старше. Средний размер домашнего хозяйства составил 2,51 человек, а средний размер семьи — 3,01 человек.
Население округа по возрастному диапазону по данным переписи 2000 года распределилось следующим образом: 26,90 % — жители младше 18 лет, 6,60 % — между 18 и 24 годами, 24,60 % — от 25 до 44 лет, 27,20 % — от 45 до 64 лет и 14,70 % — в возрасте 65 лет и старше. Средний возраст жителей округа составил 40 лет. На каждые 100 женщин в округе приходилось 102,40 мужчин, при этом на каждых сто женщин 18 лет и старше приходилось 101,80 мужчин также старше 18 лет.
Средний доход на одно домашнее хозяйство в округе составил 35 601 доллар США, а средний доход на одну семью в округе — 43 105 долларов. При этом мужчины имели средний доход в 34 483 доллара в год против 18 967 долларов среднегодового дохода у женщин. Доход на душу населения в округе составил 17 379 долларов в год. 7,8 % от всего числа семей в округе и 9,10 % от всей численности населения находилось на момент переписи населения за чертой бедности, при этом 9,90 % из них были моложе 18 лет и 11,80 % — в возрасте 65 лет и старше.

## Главные автодороги
- I-90
- US 14
- US 16
- US 212
- US 24
- US 51
- WH 111
- WH 112
- WH 113
- WH 116
- WH 585

## Населённые пункты

### Города
- Хьюлетт
- Моркрофт
- Пайн-Хейвен
- Санданс

### Другие
- Аладдин
- Алва
- Бьюла

## Политика
На президентских выборах округ Крук исторически голосует за Республиканскую партию США. Последним из демократов, за которого проголосовало население округа стал Франклин Делано Рузвельт (1932 год).
В течение по крайней мере пяти последних президентских выборов кандидаты от Демократической партии США набирали в округе Крук менее 24 % голосов от всех принимавших участие в выборах.